# Nothing but Nerve (film 1918)
Nothing But Nerve è un cortometraggio muto del 1918 diretto da Allen Curtis.

## Produzione
Il film fu prodotto dalla Nestor Film Company e dall'Universal Film Manufacturing Company.

## Distribuzione
Distribuito dall'Universal Film Manufacturing Company, il film - un cortometraggio di una bobina - uscì nelle sale cinematografiche USA il 25 marzo 1918.